# Zwitserse parlementsverkiezingen 1866
De Zwitserse parlementsverkiezingen van 1866 vonden plaats op 28 oktober 1866. Er werden 128 leden van de Nationale Raad en 44 leden van de Kantonsraad verkozen. De linkse radicalen bleven bij deze verkiezingen de grootste formatie in de Nationale Raad met 54 van de 128 zetels, al verloor deze politieke strekking opnieuw zetels in vergelijking met de vorige verkiezingen van 1863. De zevende legislatuur die hierop volgde ging van start op 3 december 1866 en duurde drie jaar.

## Verloop van de verkiezingen

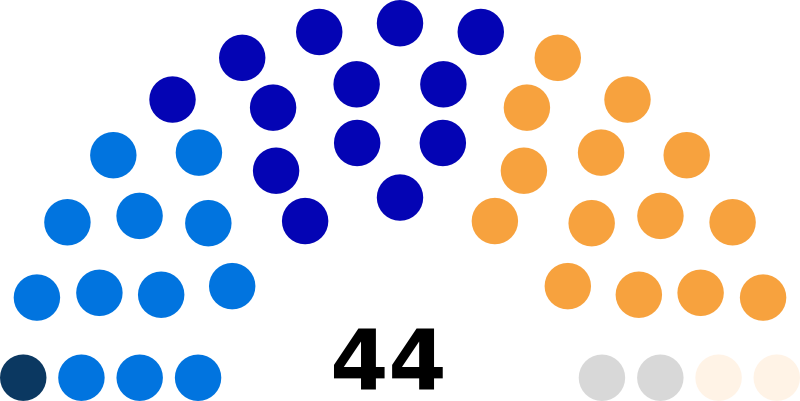
Zetelverdeling in de Kantonsraad.

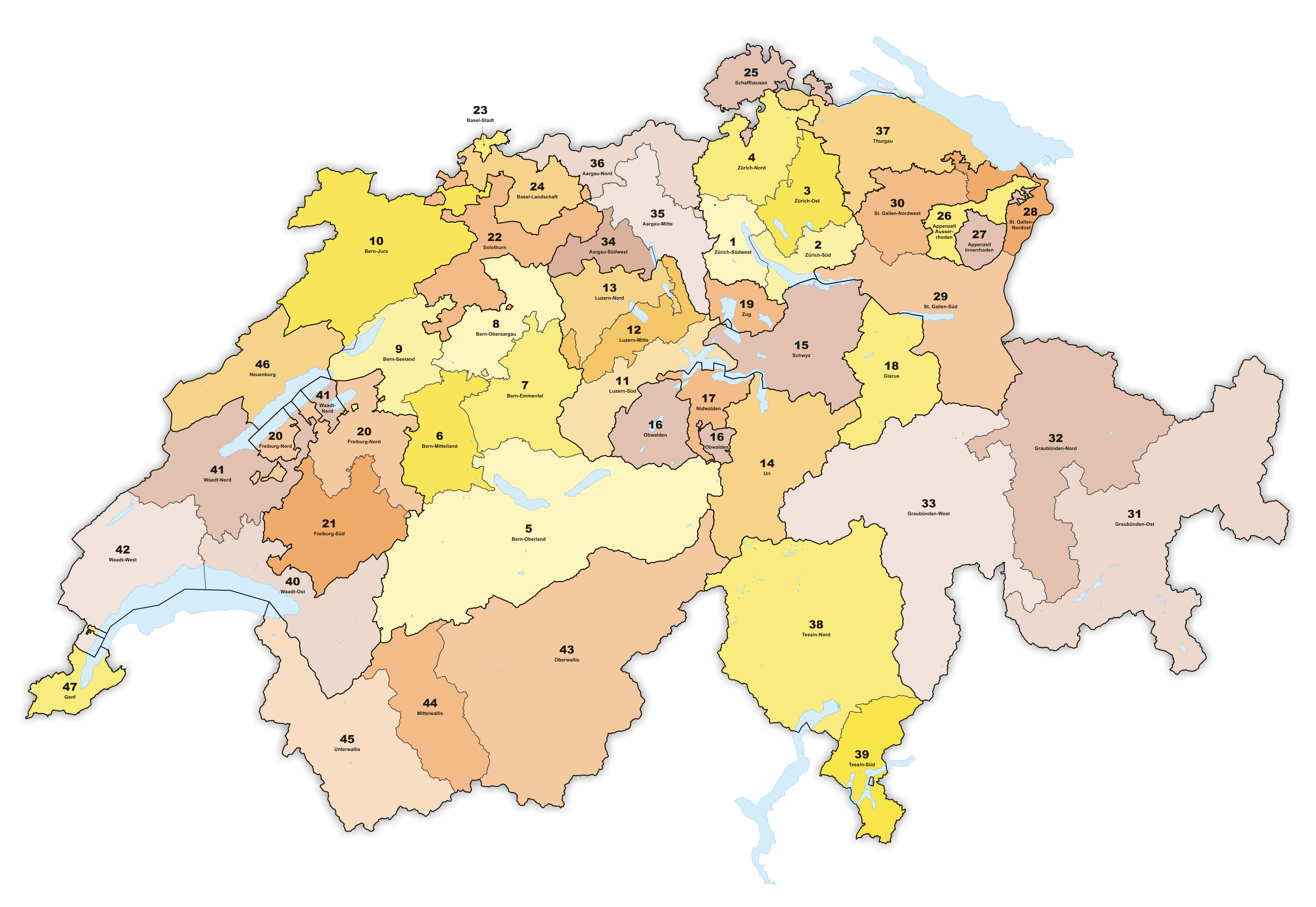
De 47 kiesdistricten zoals die golden voor de federale verkiezingen van 1860 tot die van 1869.

Net zoals bij de vorige verkiezingen sinds die van 1848, bleven ook nu linkse radicalen voor de zevende verkiezingen op rij de grootste met 54 zetels en 39,6 % van de stemmen voor de Nationale Raad, zij het dat ze weerom verloren in vergelijking met de vorige parlementsverkiezingen in 1863 (-5 zetels en -4,5%). De katholieke conservatieven behaalden met 22 zetels één zetels meer in vergelijking met de vorige verkiezingen. Net zoals bij de vorige verkiezingen ging democratisch links er ook nu weer op vooruit, met 10 zetels (+4). 
Van de 561.669 stemgerechtigde mannen van 20 jaar en ouder namen 284.020 personen deel aan de verkiezingen, wat een opkomst betekende van 50,6%, een stijging van 4,0% ten opzichte van de vorige verkiezingen. Voor het eerst sinds de parlementsverkiezingen van 1851 nam opnieuw meer dan de helft van de kiesgerechtigden deel aan de verkiezingen. Hierin zijn evenwel niet meegerekend de kiezers in de kantons Appenzell Innerrhoden, Appenzell Ausserrhoden, Glarus, Obwalden, Nidwalden en Uri, wiens volksvertegenwoordigers door de Landsgemeinden werden verkozen. De hoogste opkomst werd genoteerd in het kanton Schaffhausen (86,3%), waar een opkomstplicht was ingesteld. In Schwyz nam slechts 18,7% van de kiezers deel aan de verkiezingen, wat Schwyz het kanton maakte met de laagste procentuele opkomst in deze verkiezingen. In het kanton Zürich, dat bij de vorige verkiezingen klassiek een lage opkomst kende, bracht ditmaal 59,3% van de kiezers hun stem uit, wat een toename betekende van maar liefst 40,7 procentpunt. Deze fors hogere opkomst verklaart in hoge mate de stijging in de nationale opkomst tot boven 50%.
Ook bij deze verkiezingen waren de verkiezingen voor de Kantonsraad nog niet wettelijk geregeld. De kantons hernieuwden vaak het mandaat van hun zittende Kantonsraadsleden, die op verscheidene data werden verkozen door de kantonnale parlementen.

## Resultaat
|  | Strekking/partij          | Ideologie                                          | Zetels Nationale Raad | Zetels Kantonsraad |
|  | ------------------------- | -------------------------------------------------- | --------------------- | ------------------ |
|  | linkse radicalen          | radicalen, radicaal-democraten, centrumlinks       | 54                    | 12                 |
|  | gematigde liberalen       | liberalen, gematigden, liberaaldemocraten, centrum | 38                    | 13                 |
|  | conservatieve katholieken | conservatieve katholieken, rechts                  | 22                    | 14                 |
|  | democratisch links        | links                                              | 10                    | 1                  |
|  | evangelisch rechts        | conservatieve protestanten, rechts                 | 4                     | 0                  |
|  | onafhankelijken           | onafhankelijk                                      | -                     | 2                  |
|  | vacant                    | vacant                                             | -                     | 2                  |